# Boulevard Carnot (Cannes)
Pour les articles homonymes, voir Boulevard Carnot.
Le boulevard Carnot est une voie de la commune française de Cannes dans le département des Alpes-Maritimes en région Provence-Alpes-Côte d'Azur.

## Situation et accès
Le boulevard Carnot relie Cannes au sortir de la gare au Cannet où il conserve le même nom et prend plus haut le nom de boulevard Sadi Carnot. La limite entre les deux villes se trouve après le Lycée Carnot et le square Carnot où l'on peut voir la statue équestre de l'ancien maire de Cannes, André Capron. Une bretelle (avenue du Campon) se raccordant au boulevard au Cannet permet d'atteindre l'autoroute A8 à la sortie 42 « Mougins ».

## Origine du nom
Ce boulevard doit son nom au président Sadi Carnot assassiné à Lyon le 24 juin 1894.

## Historique
Le boulevard Carnot est le résultat d'une opération de promotion immobilière réalisée par le banquier Henri Germain pour le compte de la Société foncière lyonnaise, filiale du Crédit lyonnais. Ce banquier aimait passer des vacances dans le Midi de la France où il avait une villa, à Cimiez. Cannes était reliée à Paris par la ligne de chemin de fer du PLM depuis 1863. Une riche clientèle cosmopolite était venue s'y installer à la suite de lord Brougham. Il pensait que beaucoup de gens fortunés viendraient passer leur hiver dans le Midi, profitant du climat agréable et d'un environnement intéressant.
Croyant qu'il serait possible d'effectuer une opération immobilière financièrement intéressante, la Société foncière lyonnaise a acheté entre 1875 et 1880 tous les terrains disponibles au nord de la voie de chemin de fer. Ce type d'opération à Cannes, à cette époque, pouvait apparaître intéressante. Un historien a noté qu'un terrain situé à côté de la gare de La Bocca avait été vendu par l'État en 1880 pour une bouchée de pain à un dénommé Saissy qui le cède pour 30 000 francs au banquier Isnard qui le revend 240 000 francs au banquier Rigal. Le terrain est acheté en 1884 par la compagnie PLM pour 2 240 000 francs. Finalement la crise de 1885 fit s'effondrer les prix de l'immobilier et le banquier Rigal fit faillite trois ans plus tard.
La Société foncière lyonnaise a demandé à l'architecte Durand un plan d'aménagement de ce nouveau quartier de Cannes qu'il imagine comme un quartier résidentiel d'hiver. L'architecte trace une avenue de 26 mètres de largeur partant de la gare de Cannes et allant an ligne droite sur 2 600 m. La réalisation de ce boulevard est terminée en 1883, monsieur Eugène Gazanière était maire de Cannes à cette date. Le boulevard de la Foncière-Lyonnaise prend le nom de boulevard Carnot par délibération du conseil municipal du 31 juillet 1894 en hommage au président Sadi Carnot assassiné à Lyon le 24 juin 1894.
Pour rentabiliser l'opération, la société immobilière a prévu la construction de maisons de rapport le long du boulevard et des villas disséminées dans la verdure. Cependant les espérances de la Société Foncière Lyonnaise ont été déçues. Peu de construction ont été réalisées. La société PLM a fait construire en 1882 un hôtel au début du boulevard, à l'angle du boulevard d'Alsace, dont une des façades donne sur la gare. De même le PLM construit les deux immeubles situés de part et d'autre du boulevard, aux numéros 11 et 12, au niveau de la place Vauban. Les cariatides soutenant les balcons donnaient un aspect majestueux à cette entrée du boulevard. Au numéro 15, un immeuble en U a été construit en 1895. Au numéro 17, l'architecte Charles Baron a édifié l'agence de Cannes de la Caisse d'épargne en 1902. Ce bâtiment a été agrandi vers l'ouest en 1937, puis a été surélevé. Au 19 se trouve le palais de Justice de Cannes construit en 1900 par l'architecte Charles Barbet.
Contrairement aux espoirs de la Société Foncière Lyonnaise et aux dirigeants du Crédit Lyonnais, peu de clients ont été intéressés par l'achat des terrains pour passer leurs hivers à Cannes avant 1900. La Première guerre mondiale va bloquer les projets. Il a fallu plus de vingt-cinq ans pour que le Crédit Lyonnais réussisse à vendre les terrains qu'il possédait.

## Bâtiments remarquables et lieux de mémoire
Le boulevard Carnot est inscrit à l'inventaire général du patrimoine culturel au titre du recensement du patrimoine balnéaire de Cannes. Des immeubles construits avant 1900 se trouvent aux no 8, 26, 42, 50, 65-67, 71, 93. À la limite du boulevard, au no 96, se trouve le lycée Carnot construit en 1913 par l'architecte Camille Mari. Un peu plus haut, marquant le limite de Cannes avec Le Cannet, se trouve le square Carnot.
- Le boulevard est bordé d'immeubles à vocation résidentielle et accueille des commerces, des services et des entreprises du secteur tertiaire.
- L'hôtel de la Caisse d'épargne au no 17.
- Le palais de justice (tribunal d'instance) au no 19.
- Le lycée Carnot au no 96.

### Protection du patrimoine
Le boulevard Carnot est inscrit à l'Inventaire général du patrimoine culturel de la région Provence-Alpes-Côte d'Azur au titre du recensement du patrimoine balnéaire de Cannes.

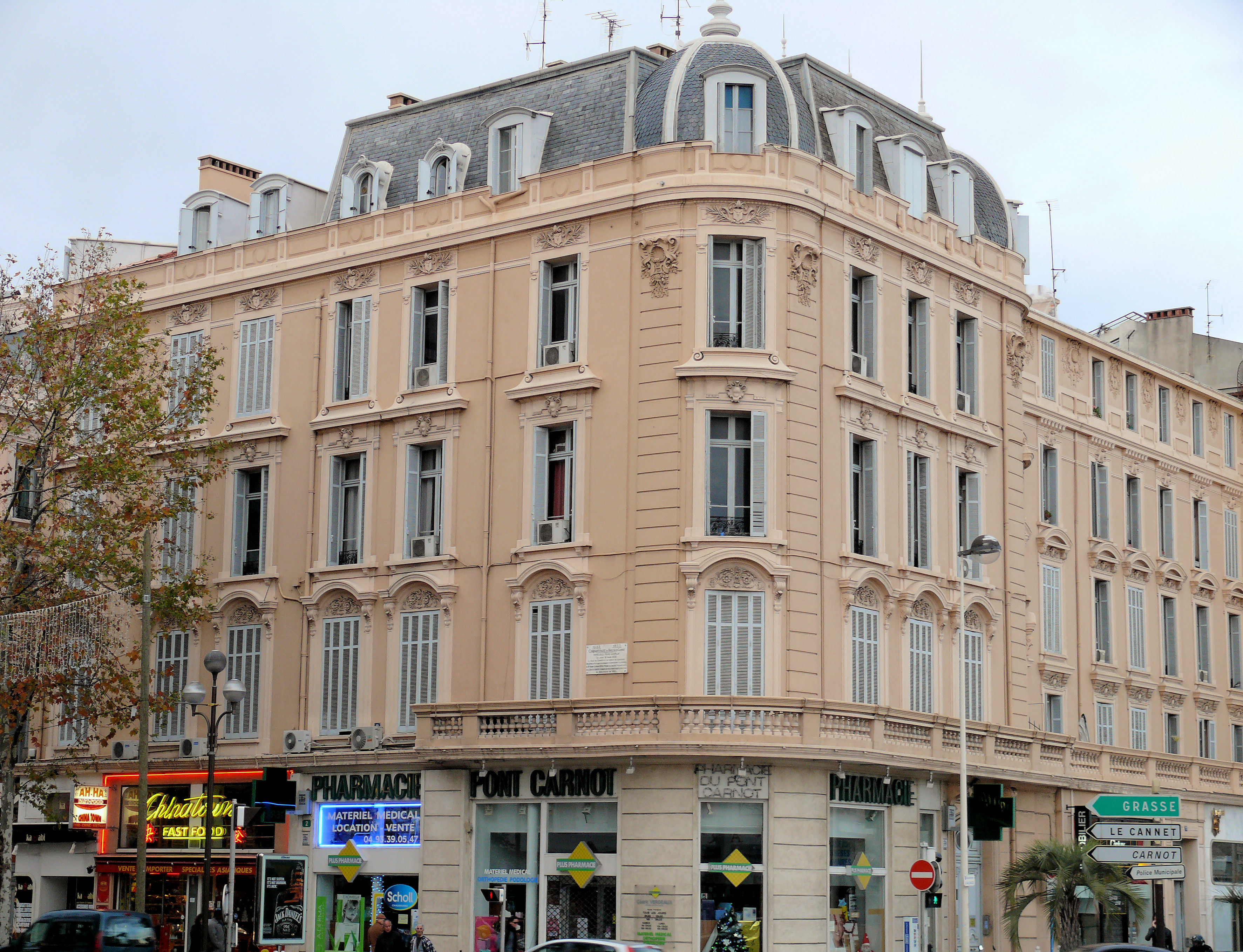
Immeuble no 2 boulevard Carnot, ancien hôtel du Louvre
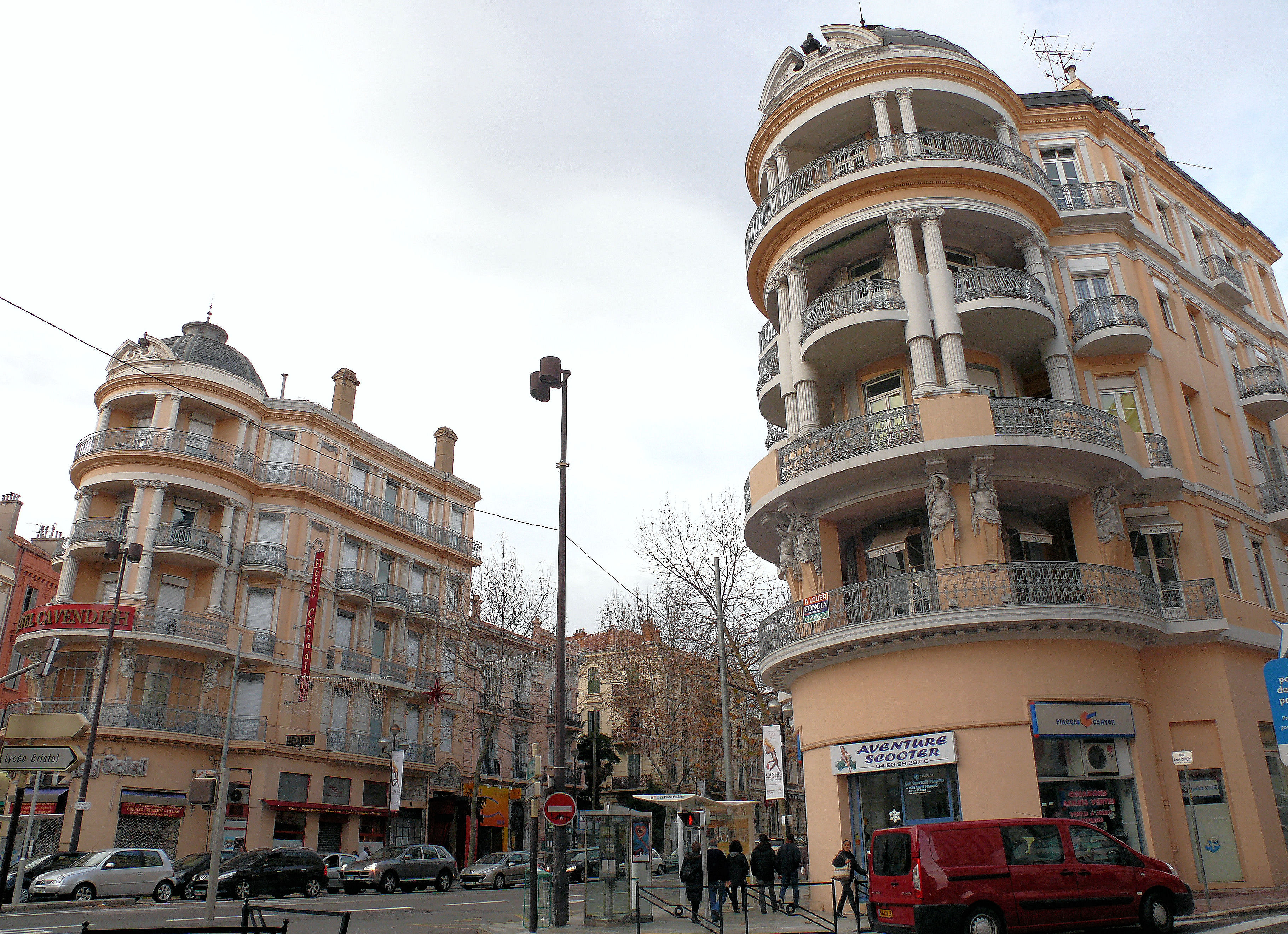
Immeubles no 11 (actuel hôtel Cavendish) et 12, place Vauban
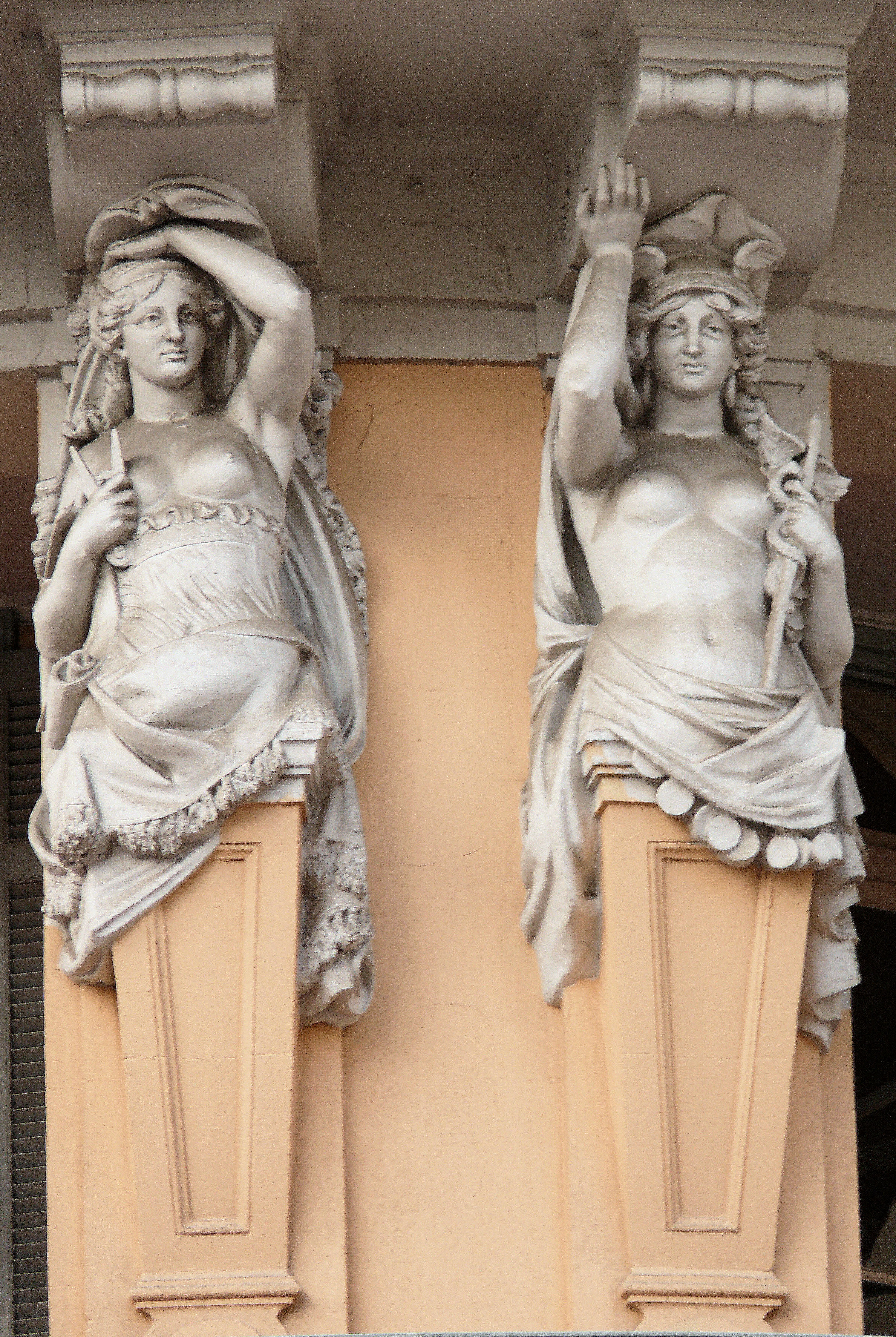
Cariatides de l'immeuble du no 12 boulevard Carnot
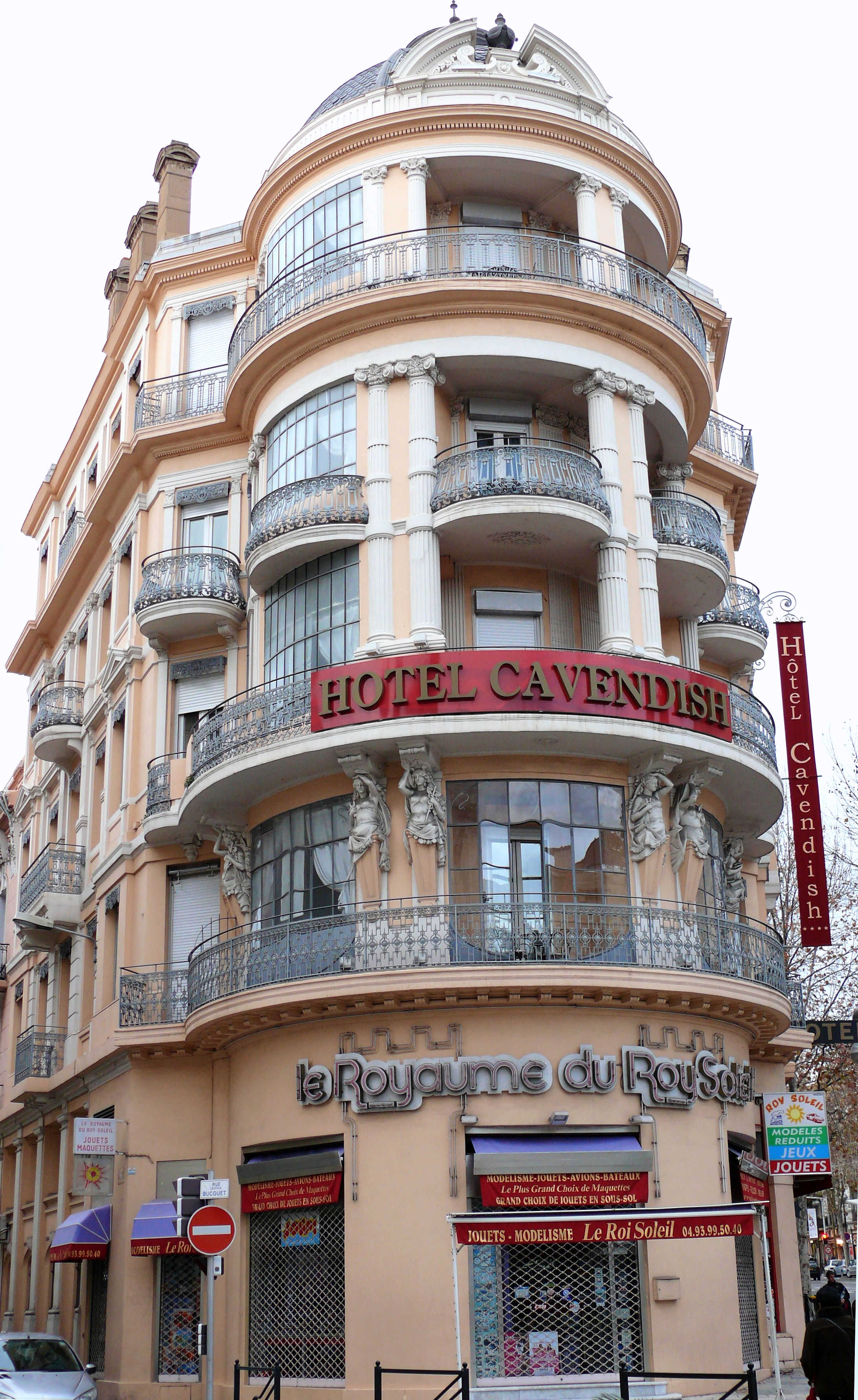
Hôtel Cavendish, no 11 boulevard Carnot
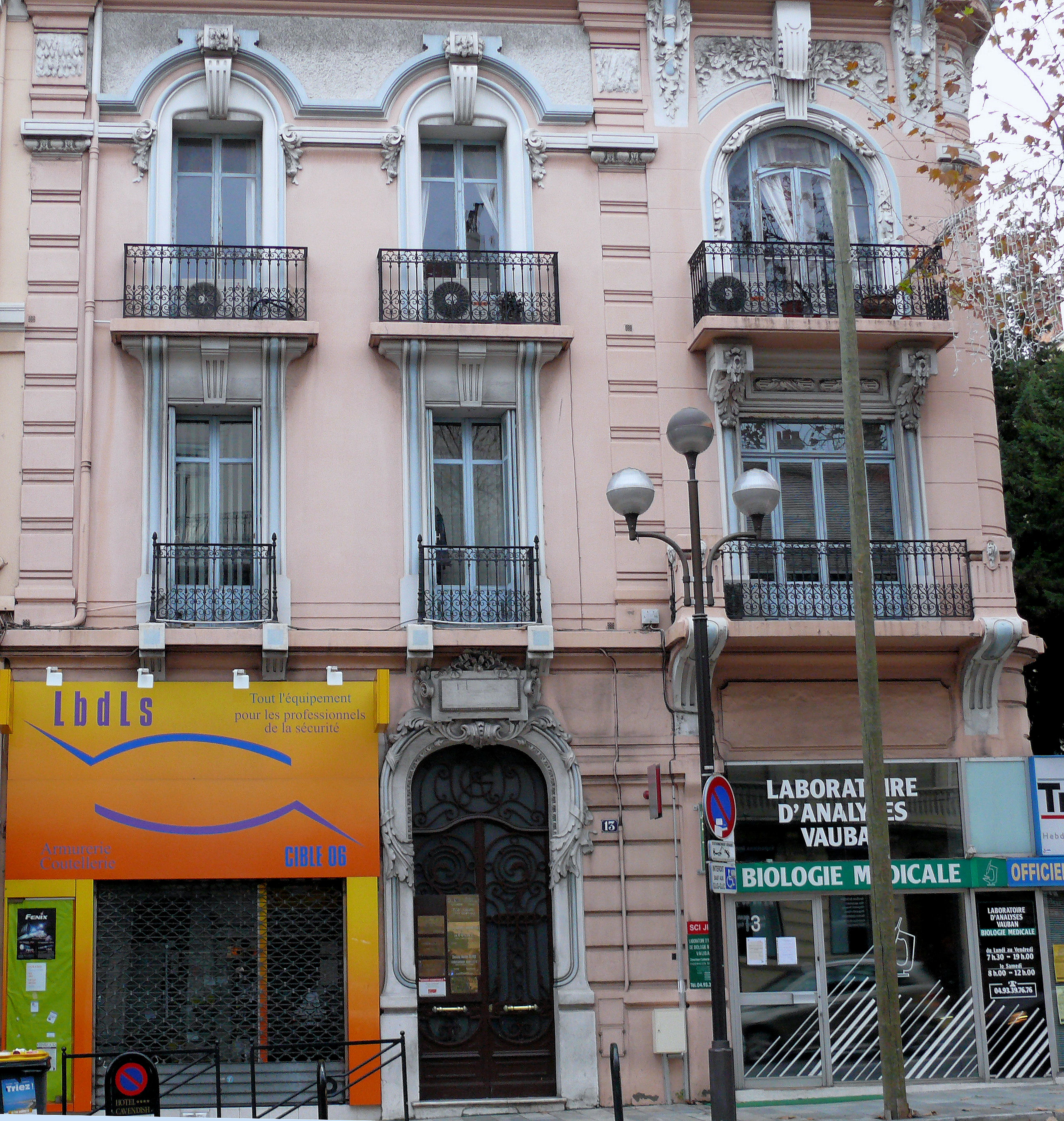
Immeuble no 13 boulevard Carnot
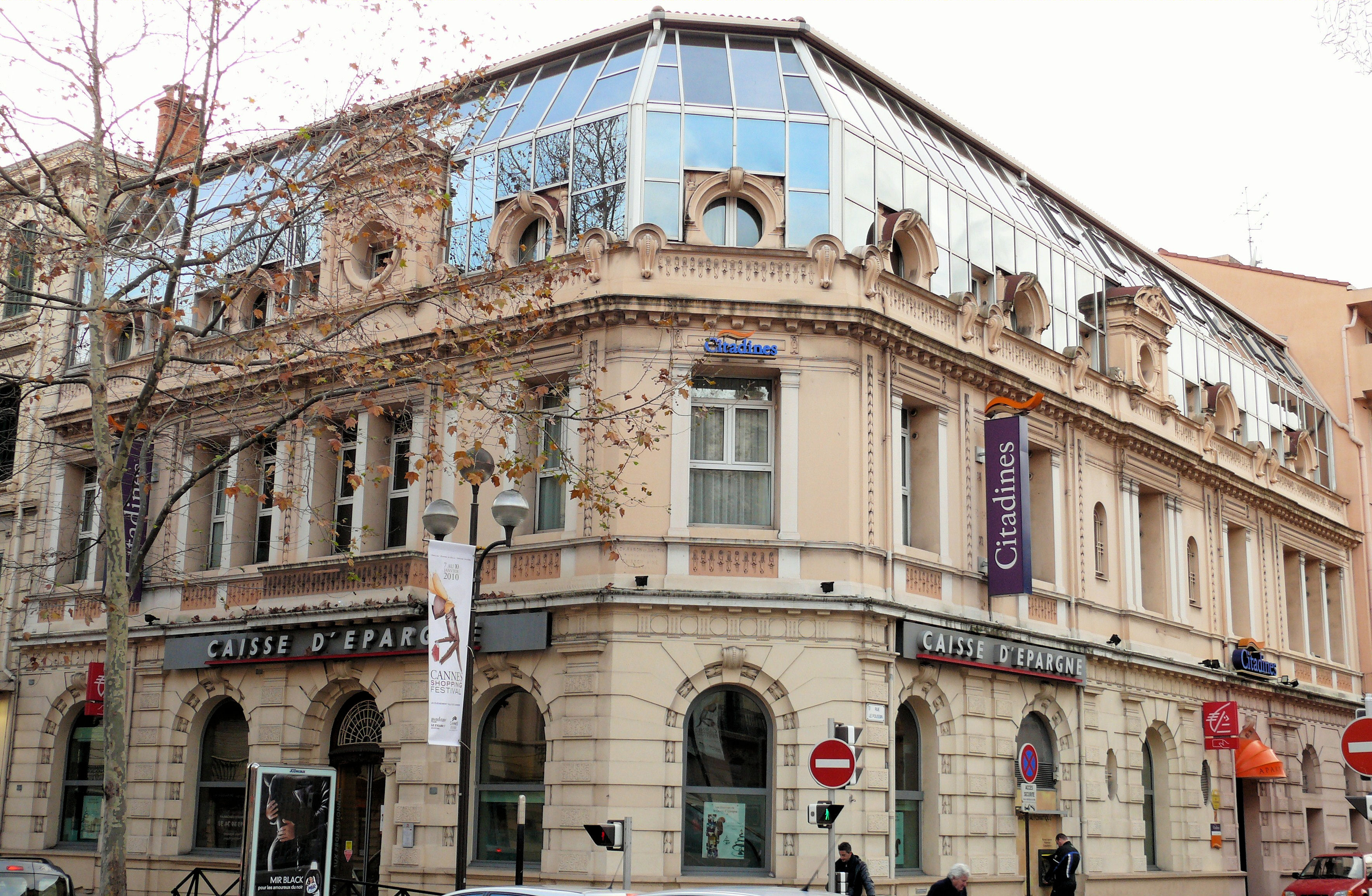
Immeuble de la Caisse d'épargne de Cannes, 17 boulevard Carnot
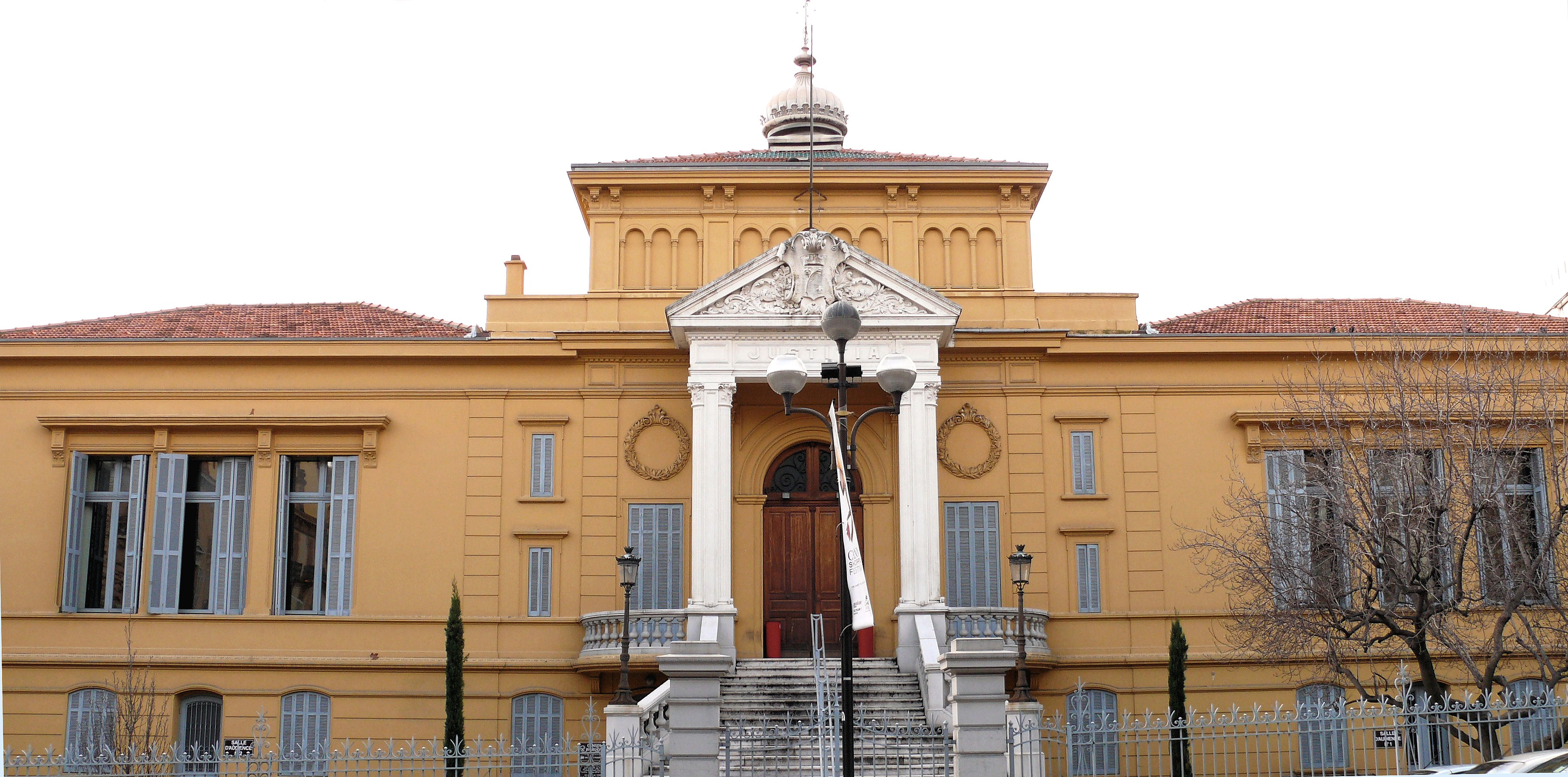
Palais de Justice, 19 boulevard Carnot
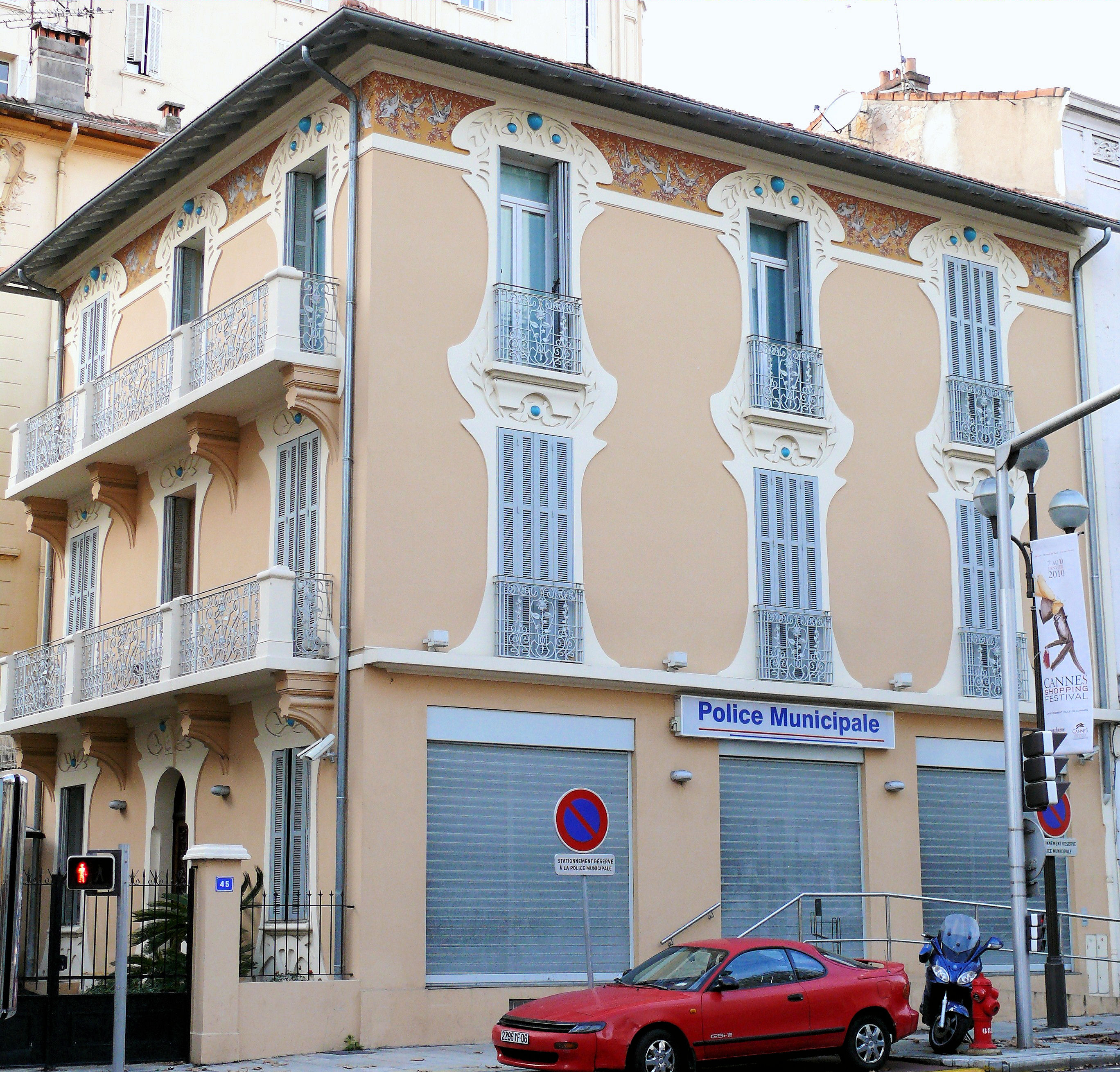
Immeuble du no 45 boulevard Carnot
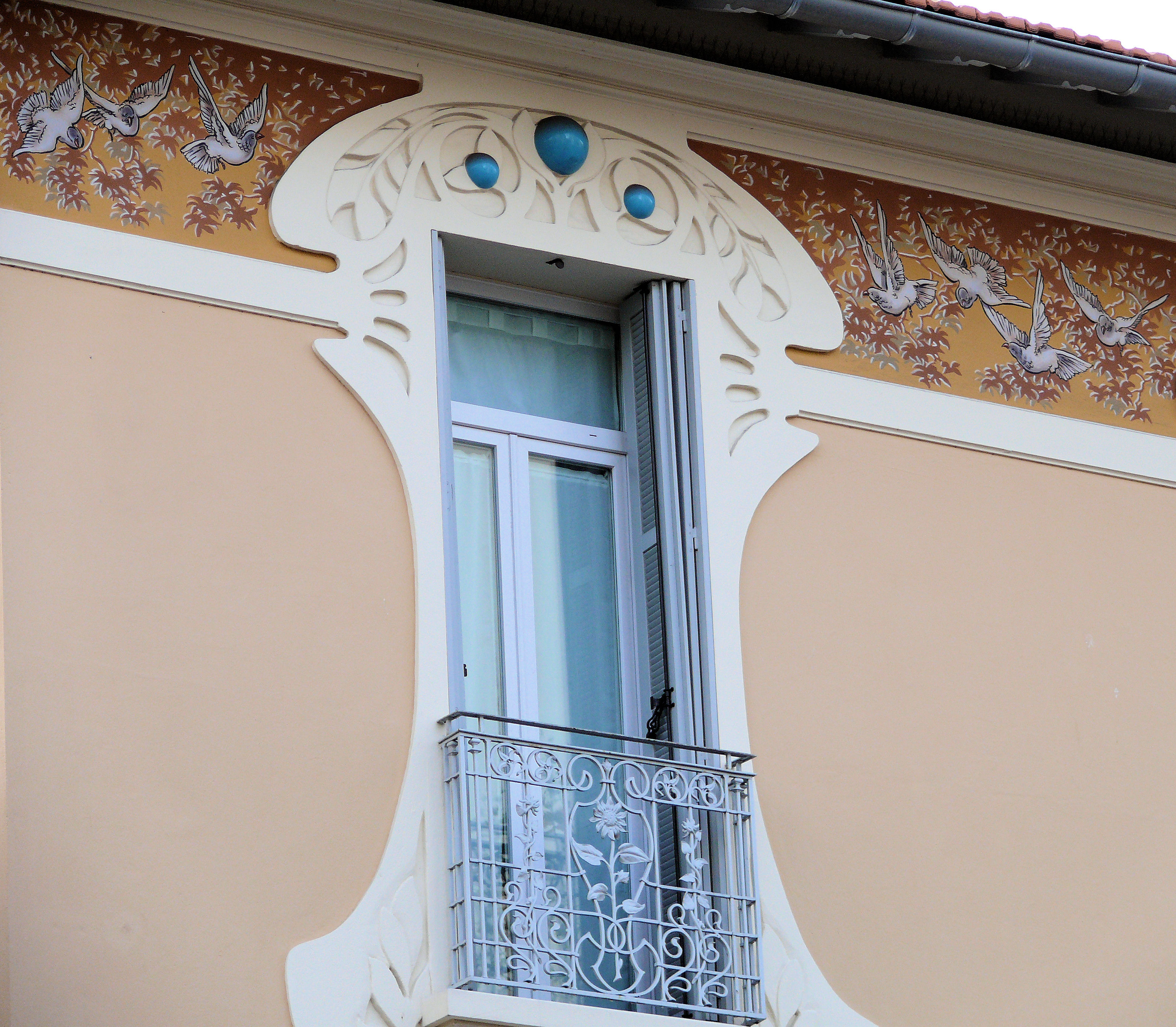
Détail de la décoration de l'immeuble du no 45 boulevard Carnot
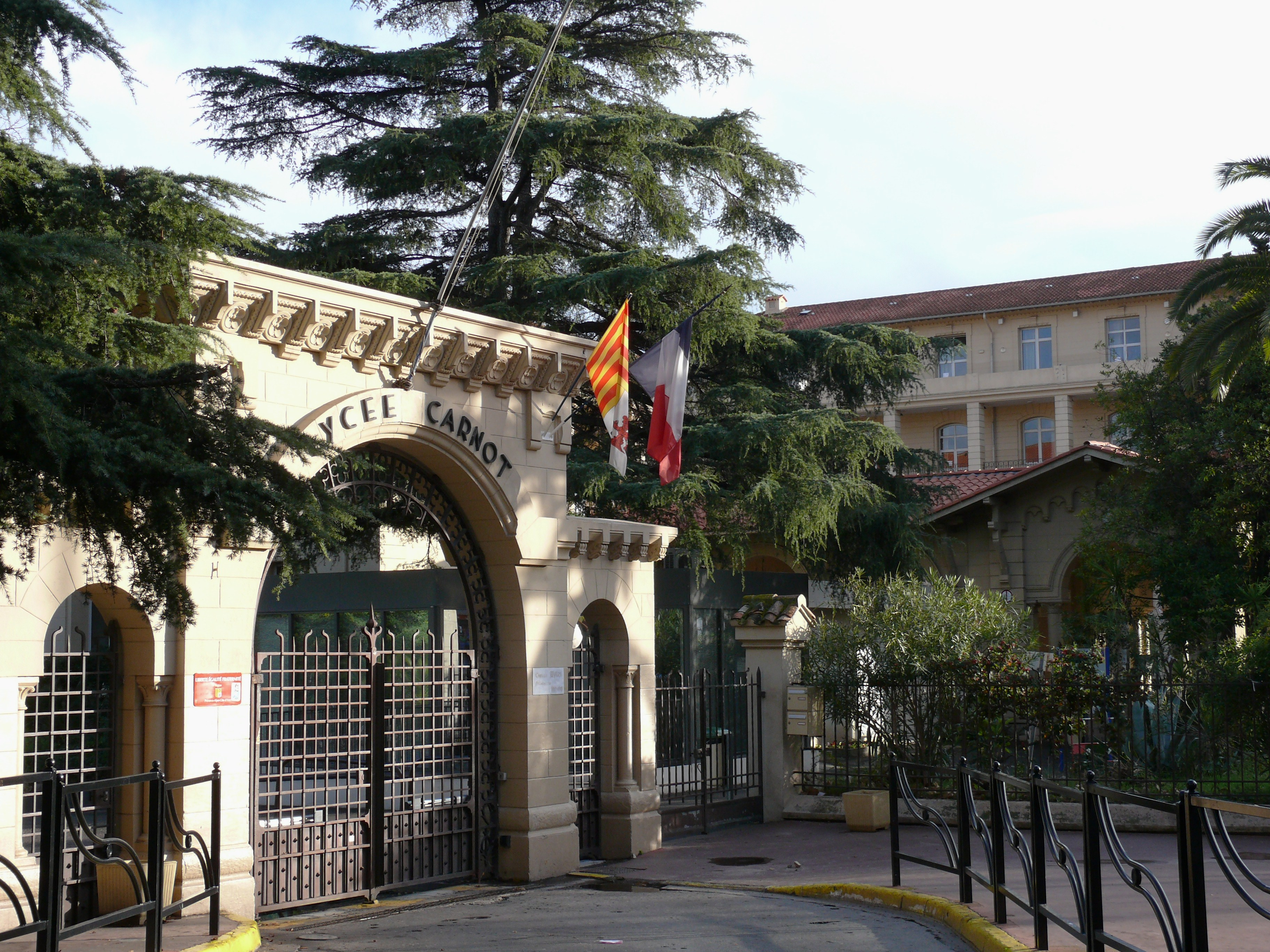
Entrée du lycée d'État Carnot